# (5439) Couturier
(5439) Couturier es un asteroide perteneciente al cinturón exterior de asteroides descubierto el 14 de septiembre de 1990 por Henry E. Holt desde el Observatorio del Monte Palomar, Estados Unidos.

## Designación y nombre
Designado provisionalmente como 1990 RW. Fue nombrado Couturier en honor a Pierre Couturier, presidente del Observatorio de París. Experto en calefacción coronal y expansión del viento solar. En sus principios trabajó como físico de plasma estudiando el viento solar. Se convirtió en coinvestigador del experimento de radio en el Comet Explorer Internacional, que voló en el cometa 21P / Giacobini-Zinner en 1985. Durante cinco años, fue director asociado del Instituto Nacional de Ciencias de los Universos, siendo designado más tarde como Director de la Corporación de Telescopios Canadá-Francia-Hawái.

## Características orbitales
Couturier está situado a una distancia media del Sol de 3,945 ua, pudiendo alejarse hasta 4,568 ua y acercarse hasta 3,321 ua. Su excentricidad es 0,158 y la inclinación orbital 1,233 grados. Emplea 2861,99 días en completar una órbita alrededor del Sol.

## Características físicas
La magnitud absoluta de Couturier es 11,8. Tiene 22,099 km de diámetro y su albedo se estima en 0,076. 